# Modertrans Moderus Gamma
Moderus Gamma ist der Name einer Straßenbahnfahrzeug-Plattform des Herstellers Modertrans Poznań. Wie bei den Varianten des Moderus Beta handelt es sich um Niederflurwagen, im Gegensatz zu diesen jedoch mit niederflurigem Einstieg an jeder Tür. Die meisten Moderus-Gamma-Varianten haben einen vollständig stufenfreien Durchgang. Zu den Einsatzgebieten zählen die Straßenbahnnetze mehrerer polnischer Städte sowie die Straßenbahn Woltersdorf in Deutschland.
Jede Variante erhält eine Typenbezeichnung nach dem Schema LF [laufende Nummer] AC, bei Zweirichtungswagen um BD ergänzt.

## 1. Prototyp (LF 01 AC)
Der LF 01 AC ist ein fünfteiliger Einrichtungs-Multigelenkwagen. In den laufwerkslosen Mittelteilen sind jeweils zwei Doppeltüren angeordnet, in den Endteilen je eine Einzeltür. Um einen vollständig niederflurigen Durchgang zu erreichen, wurden keine durchgehenden Radsatzwellen verwendet. Über den Laufwerken ist der Boden an den Seiten zwischen den Sitzen um eine Stufe erhöht. Durch die Anordnung unterschiedlich breiter Fenster befinden sich die Fenstersäulen in den Laufwerksbereichen im Bereich der Rückenlehnen der Sitze. Um beim Bremsen rekuperierte Energie zu speichern, sind Superkondensatoren im Fahrzeug verbaut. Das Frontdesign ist durch eine Zusammenarbeit mit Designern aus der Automobilindustrie entstanden.

Modertrans hatte diesen Prototyp seit dem 1. November 2013 gemeinsam mit der Technischen Universität Posen entwickelt und dafür auch Mittel aus dem Europäischen Fonds für regionale Entwicklung erhalten. Am 18. November 2016 fand die Präsentation des Fahrzeugs statt. Ab Mai 2017 wurde es auch mit Fahrgästen im Netz der Straßenbahn Posen getestet. Nach einer Präsentation auf der Fachmesse Trako folgte im Oktober 2017 ein Testeinsatz bei der Straßenbahn Danzig und in der zweiten Jahreshälfte 2019 bei der Straßenbahn Breslau. Aufträge für reine Multigelenkwagen erhielt Modertrans bislang nicht.

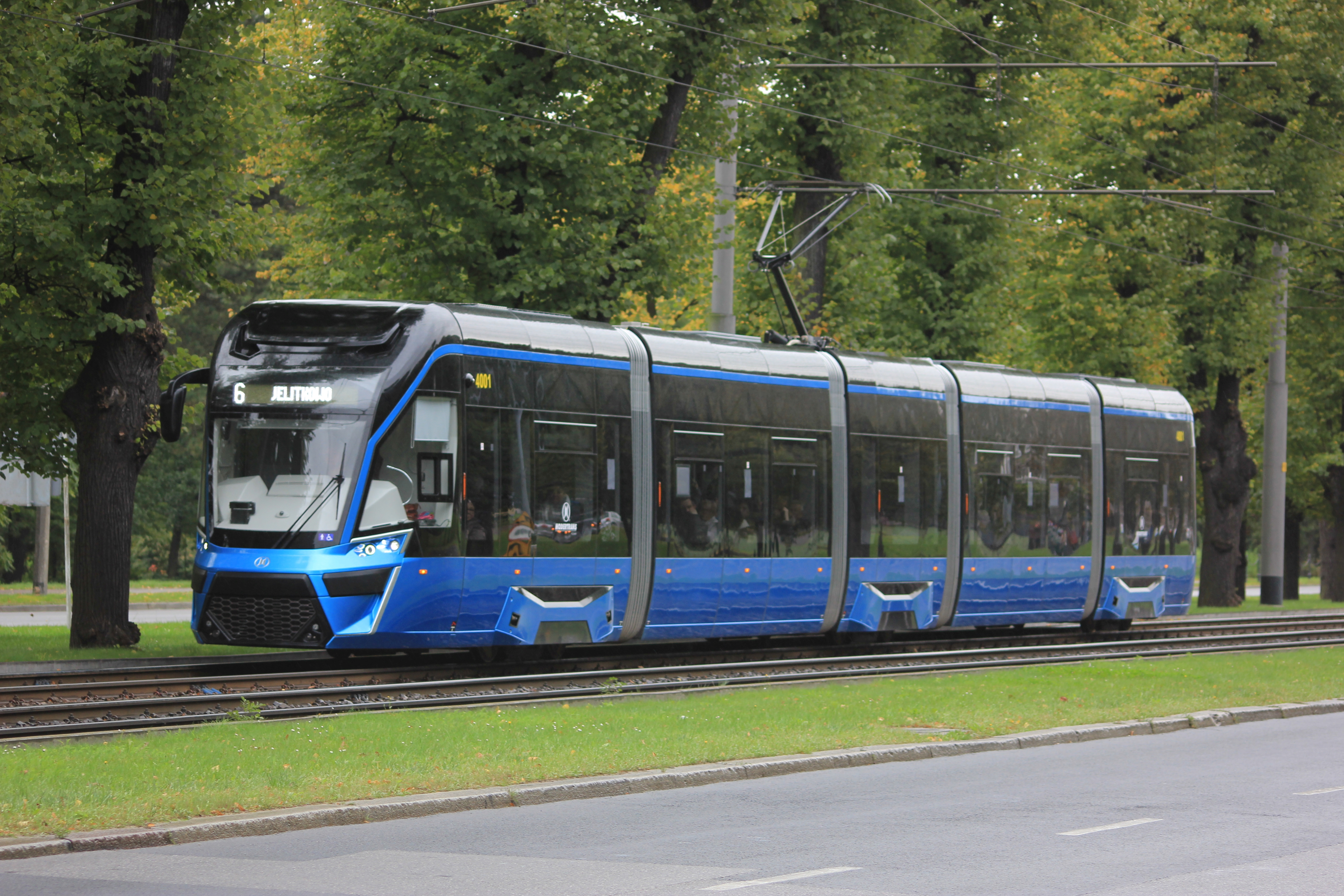
Testeinsatz in Danzig
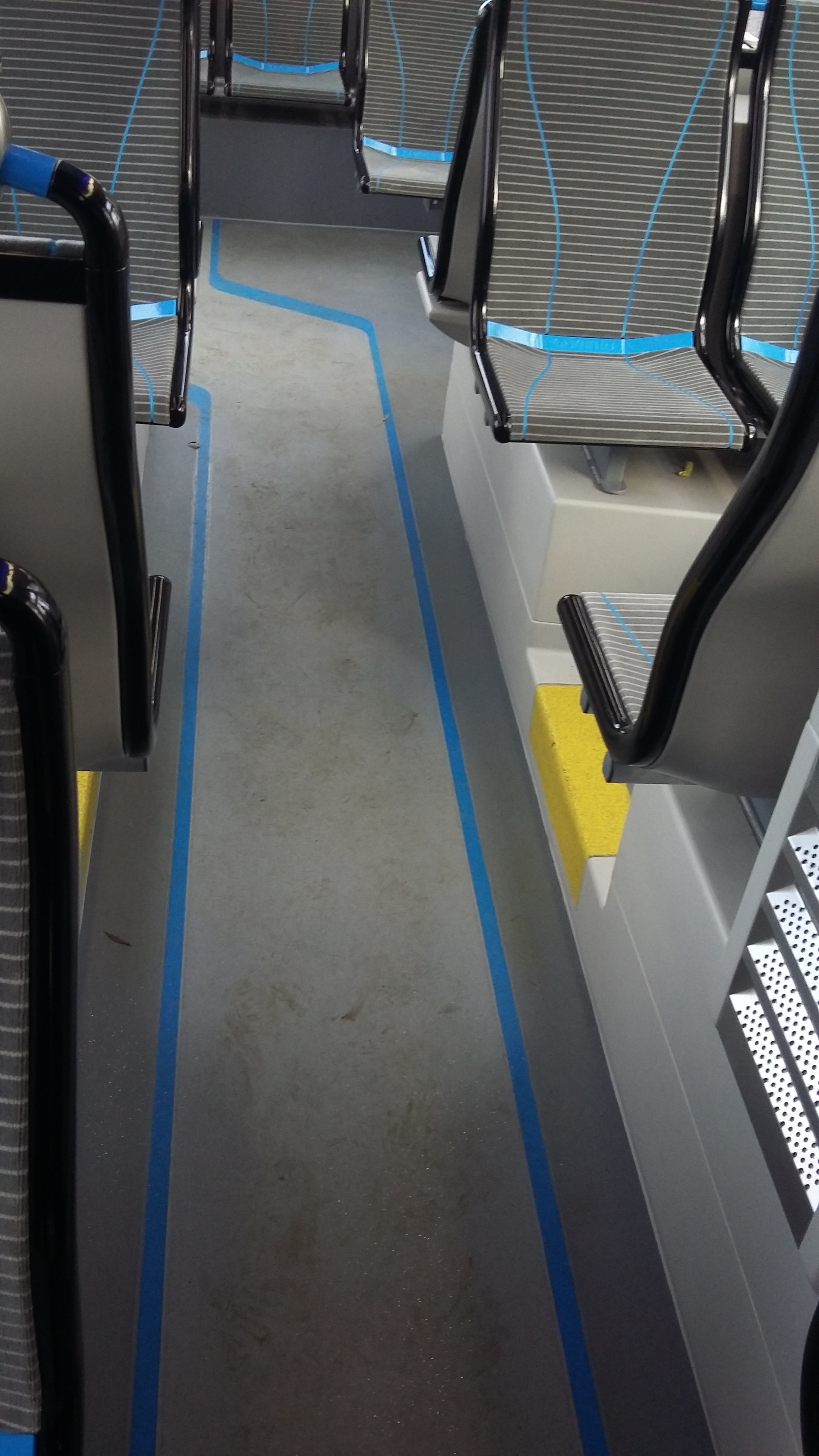
Durchgang über einem Laufwerk
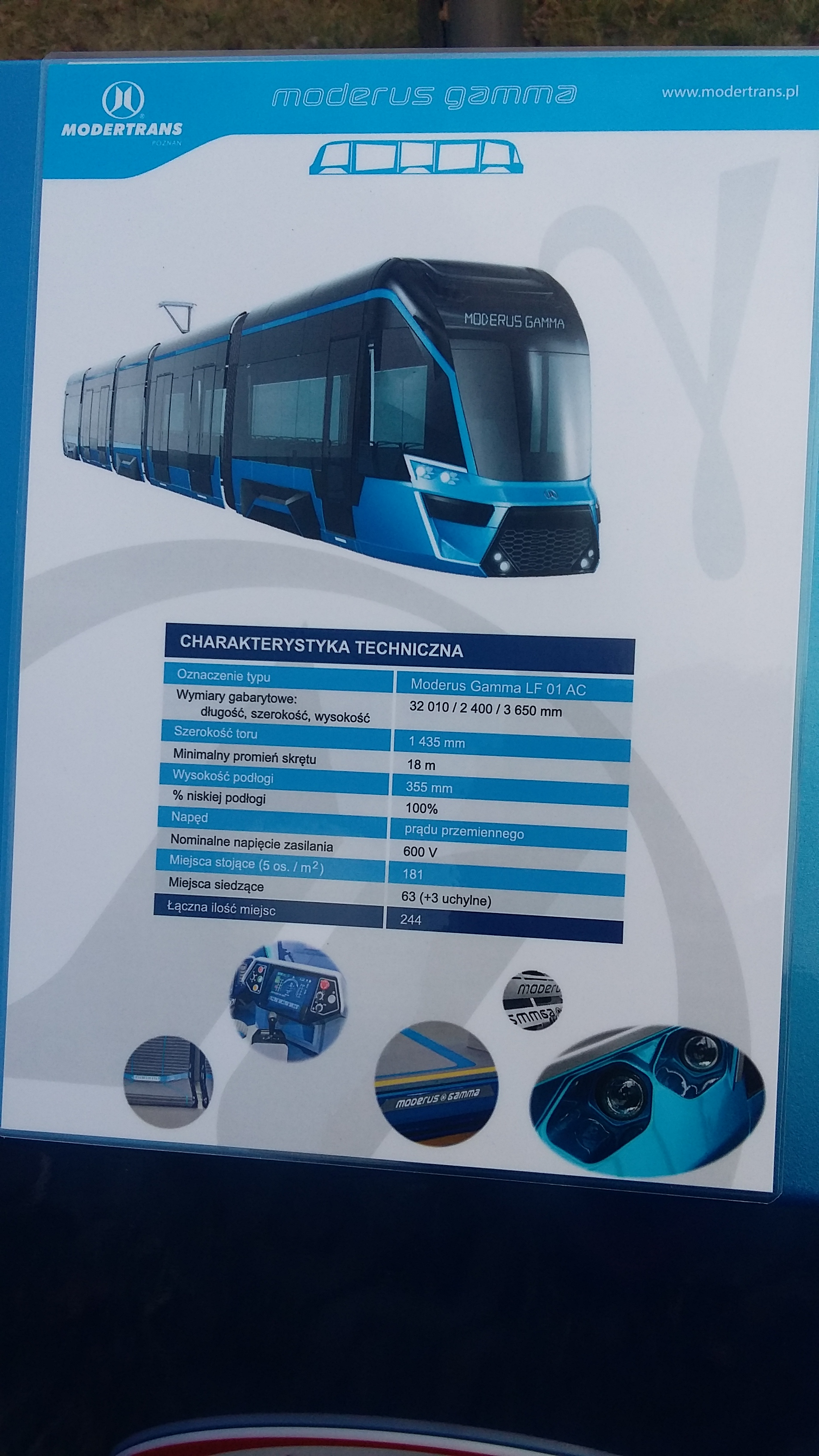
Technische Daten

## Posen (LF 02 AC, LF 03 AC BD und LF 04 AC BD)
Die Typen LF 02 AC (Einrichtungsfahrzeug) und LF 03 AC BD (Zweirichtungsfahrzeug) für die Straßenbahn Posen sind dreiteilige Drehgestellfahrzeuge. Das Mittelteil läuft auf zwei Drehgestellen, zwischen denen eine Doppeltür je Türseite angeordnet ist. Die Endteile mit je einem Drehgestell sind auf das Mittelteil aufgesattelt. Beim LF 02 AC befinden sich jeweils zwischen Drehgestell und Gelenk zwei Doppeltüren, beim LF 03 AC BD auf einer Seite zwei und auf der anderen nur eine Doppeltür. Zwischen Drehgestell und Fahrzeugende ist zudem jeweils eine Einzeltür pro Seite angeordnet. Alle acht Radsätze sind angetrieben und die vier Drehgestelle werden im nicht geradlinig gestalteten Durchgang mit Rampen überwunden. Die seitlichen Podeste bieten für moderne Niederflurwagen relativ große Freiheiten bei der Sitzanordnung. Während für die Antriebsstromrichter klassische Silicium-IGBT verwendet wurden, sind in den Hilfsbetriebeumrichtern Siliciumcarbid-Transistoren verbaut. Der Antrieb erfolgt durch acht Fahrmotoren mit einer Leistung von jeweils 50 kW.
Den Auftrag für 30 LF 02 AC und 20 LF 03 AC BD erhielt Modertrans im Februar 2017, nachdem man sich gegen PESA sowie Solaris und Stadler durchgesetzt hatte. Die Auslieferung der LF 02 AC erfolgte von 2018 bis 2019 und die der LF 03 AC BD im Jahr 2019. Im Mai 2023 traten Probleme mit übermäßigem Schlingern bei Fahrten mit 70 km/h auf der Stadtbahnstrecke Poznański Szybki Tramwaj (PST) auf, so dass die Fahrzeuge dort zunächst nicht mehr eingesetzt wurden. Ab der zweiten Jahreshälfte 2024 werden die Fahrzeuge im Rahmen der vertraglichen Pflichten durch Modertrans angepasst und kehren in den Einsatz auf der PST zurück.

Der LF 04 AC BD entspricht konzeptionell dem LF 03 AC BD, hat jedoch abweichend die gleiche Frontform wie der LF 05 AC. Im August 2023 wurden zunächst zehn und optional 20 weitere LF 04 AC bestellt. Konkurrierende Angebote gab es bei der Ausschreibung nicht. Im Juli 2024 wurde die Option über 20 weitere Fahrzeuge eingelöst. Das erste Fahrzeug wurde im Januar 2025 nach Posen geliefert. Die restlichen 29 Fahrzeuge sollen bis Mitte 2026 geliefert werden.

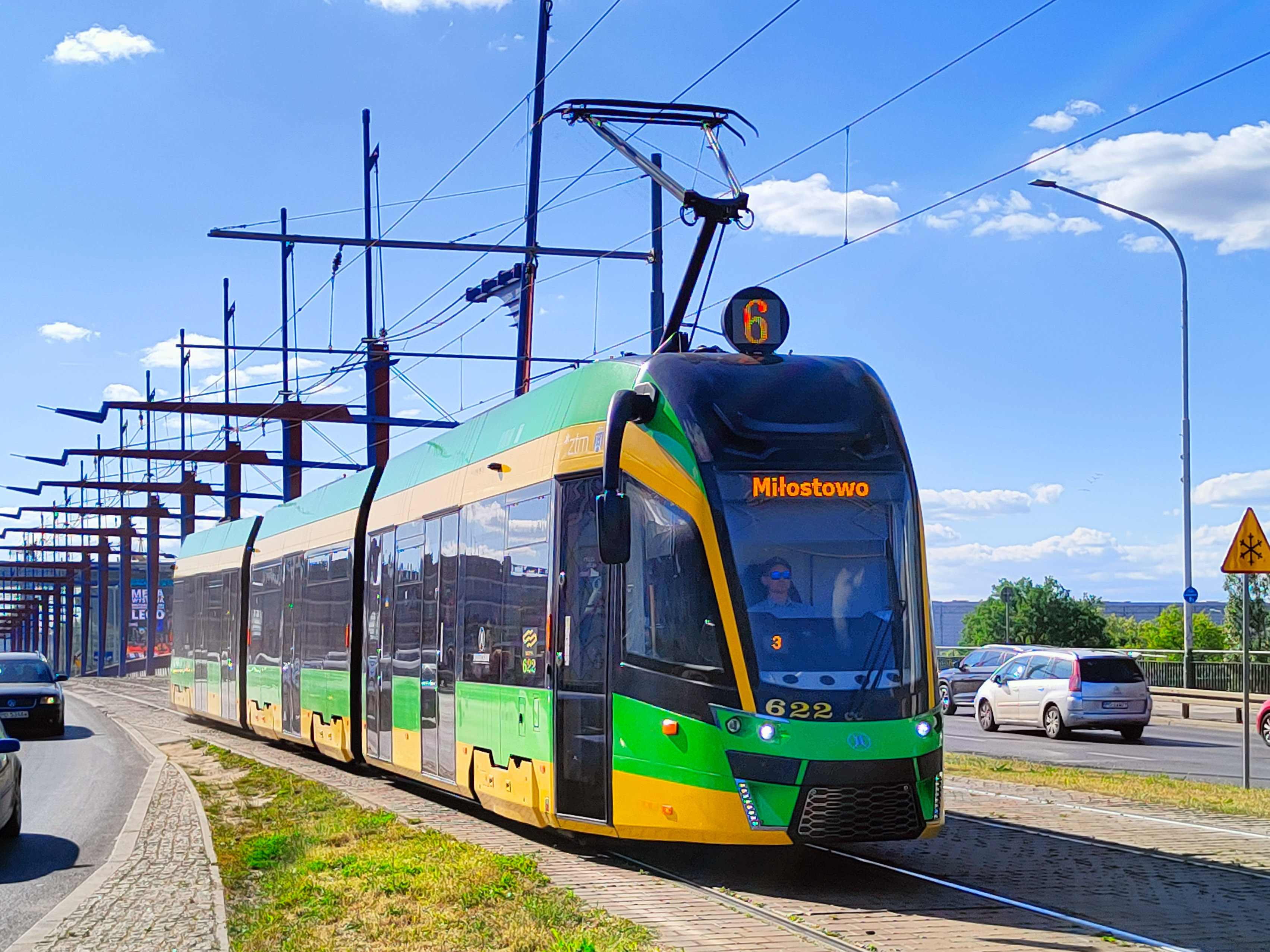
LF 02 AC
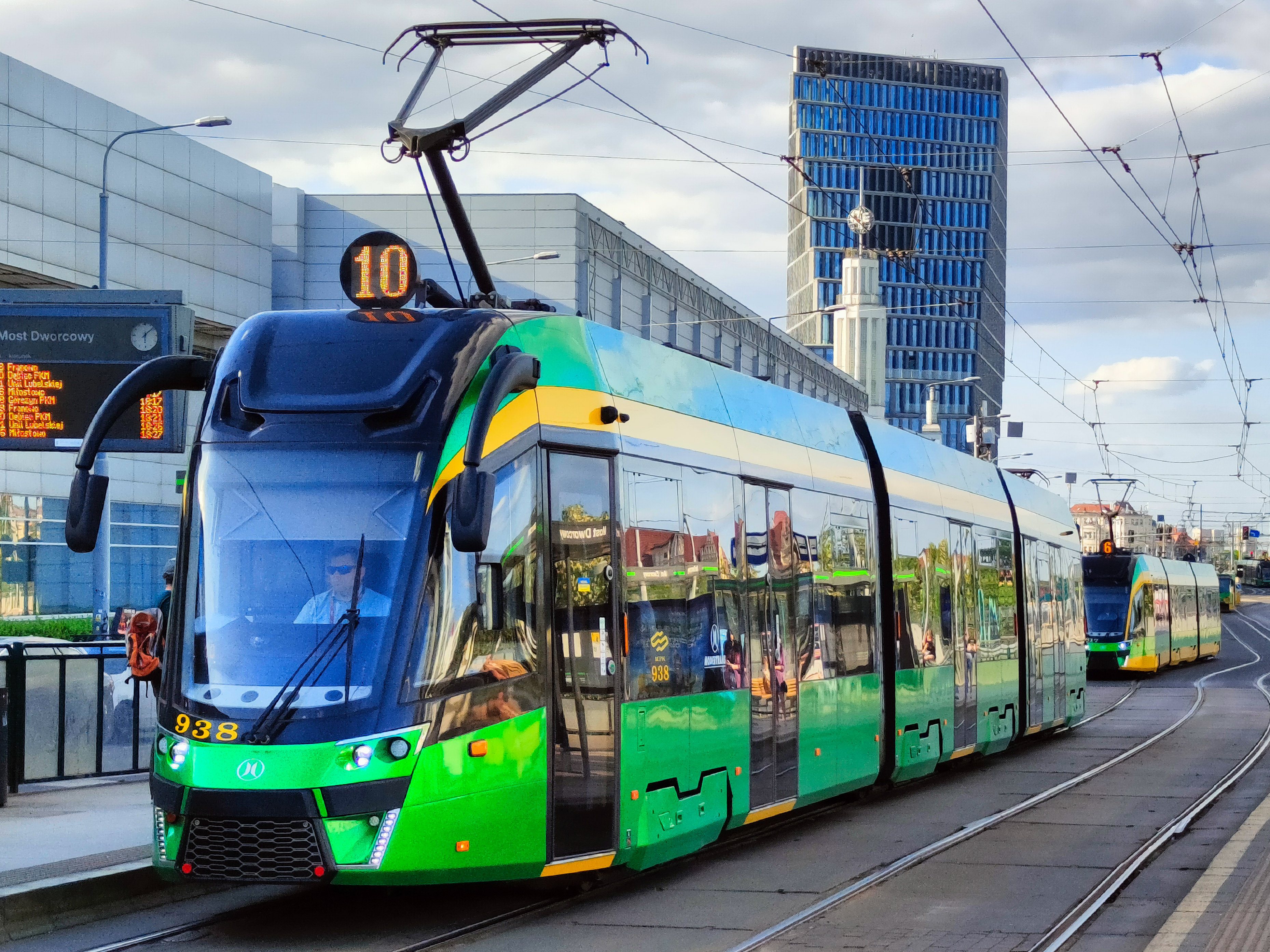
LF 03 AC BD
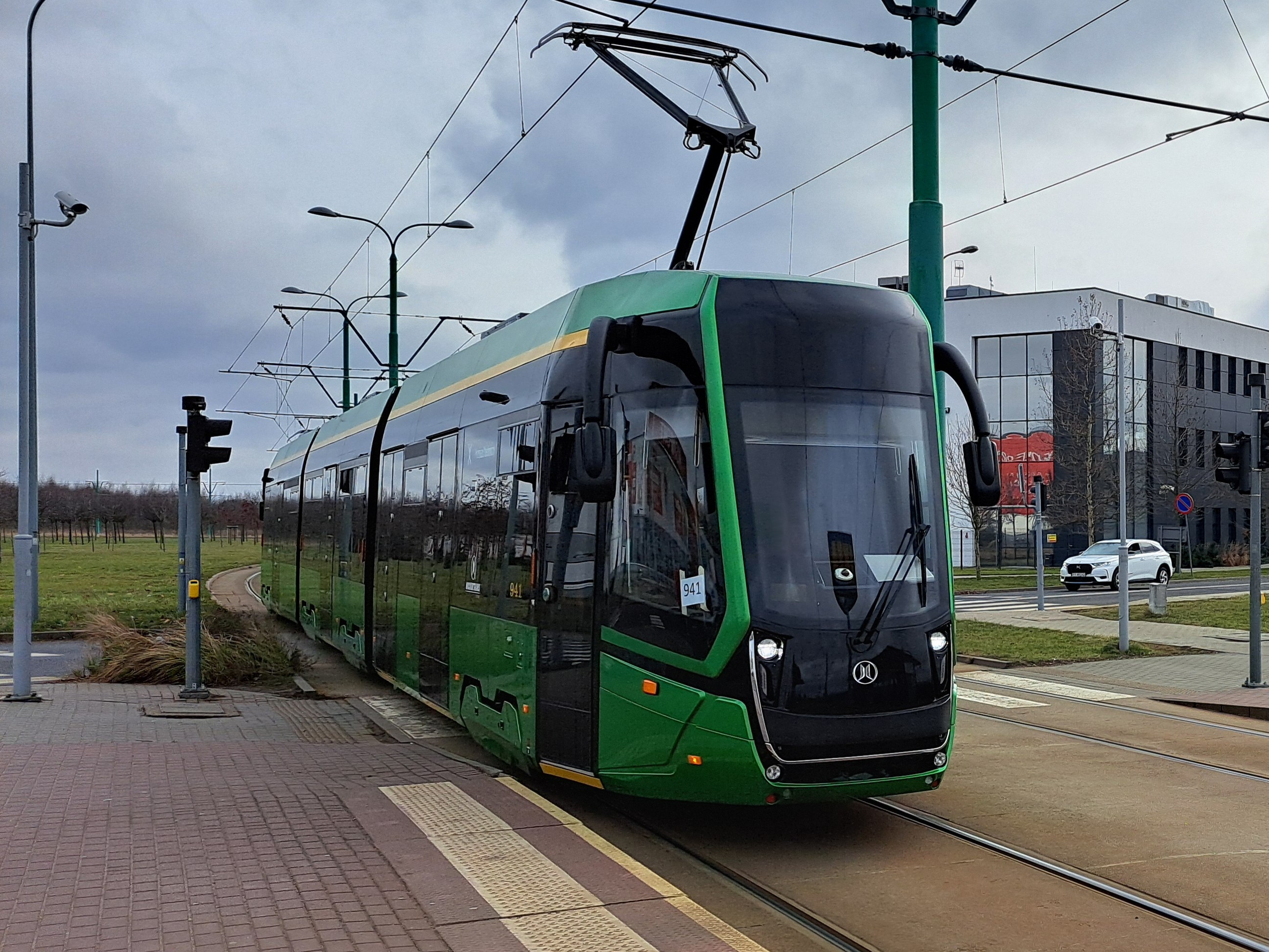
LF 04 AC BD
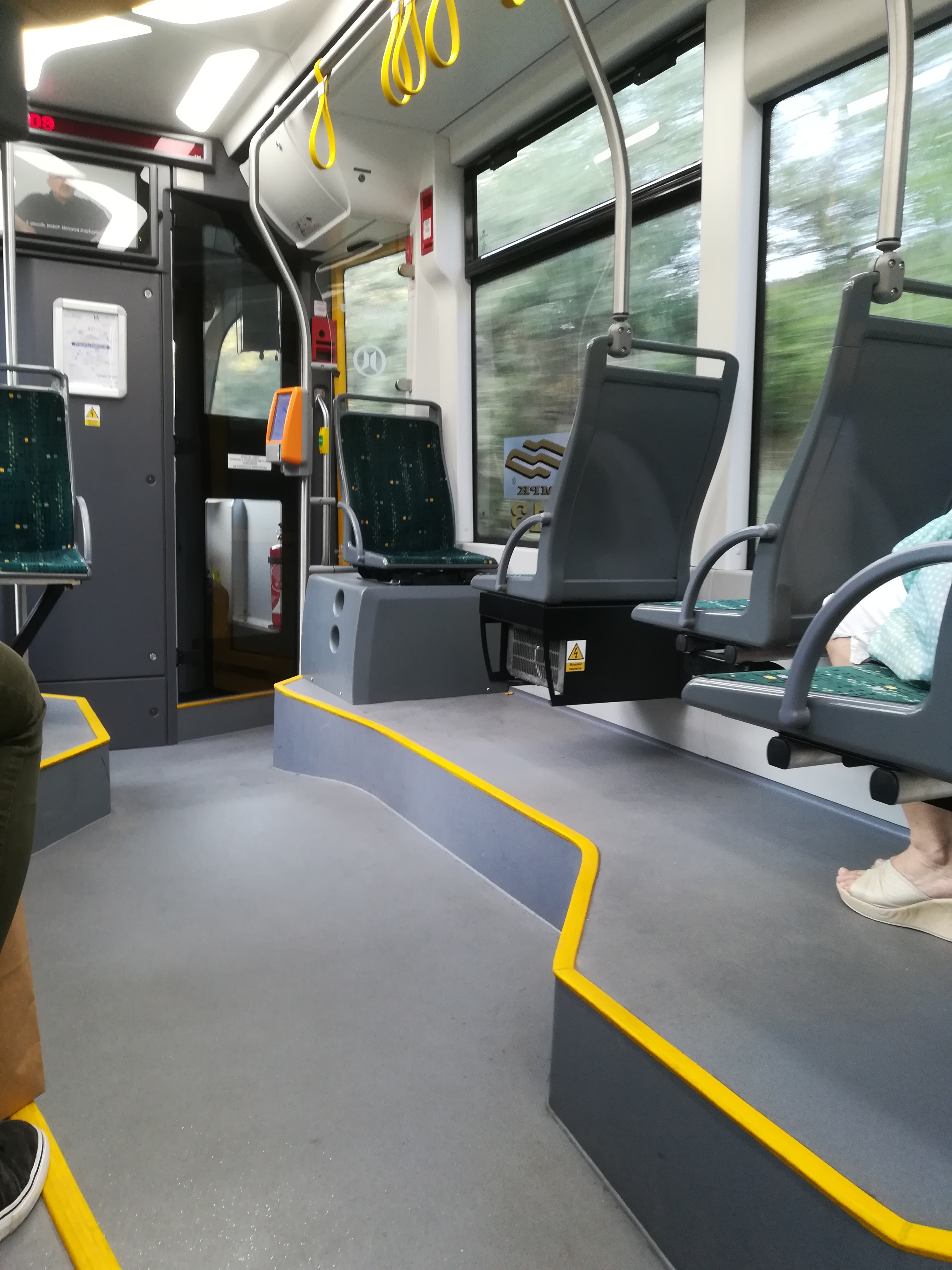
Podeste über dem führenden Drehgestell

## 2. Prototyp (LF 05 AC)

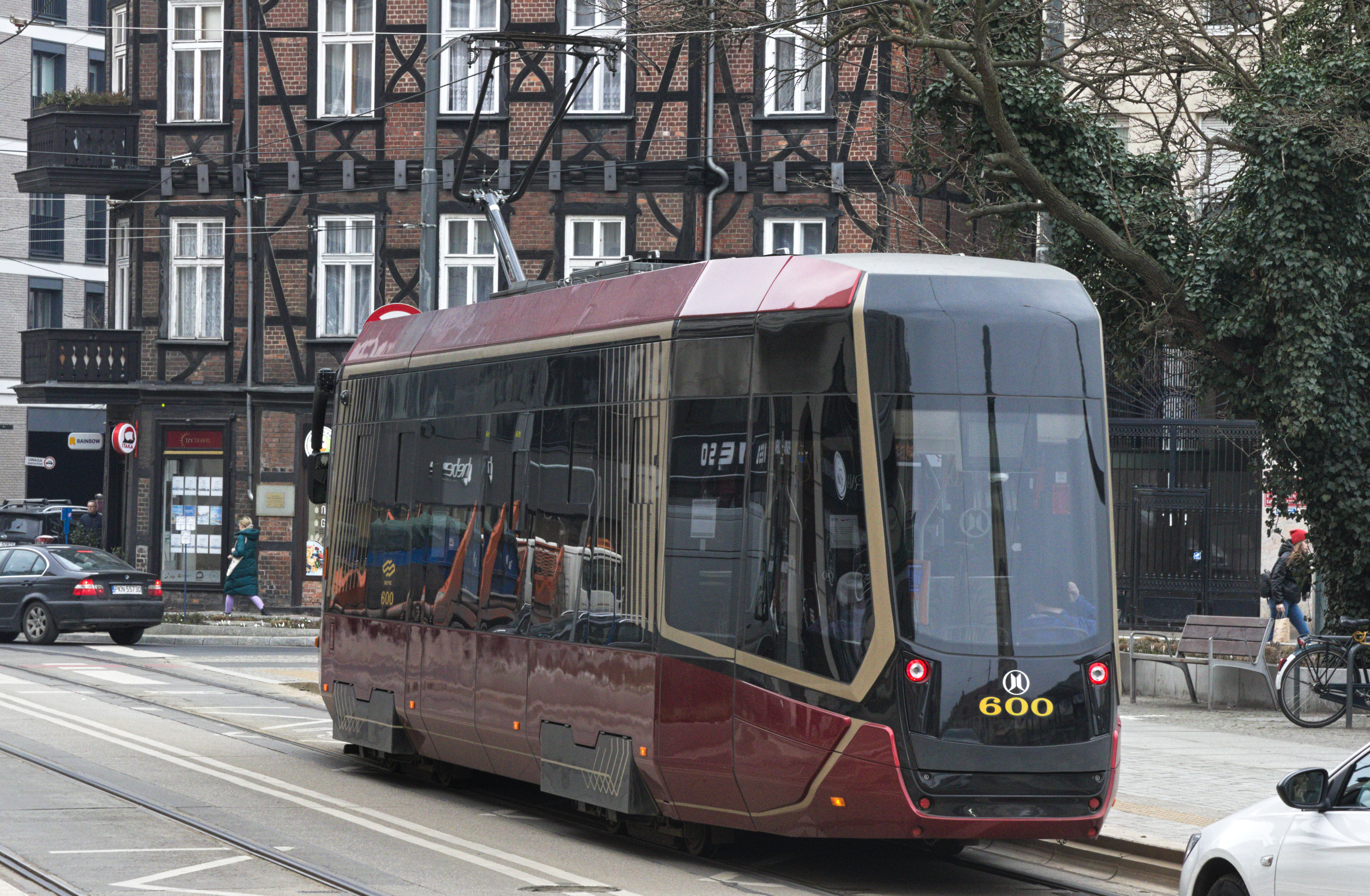
LF 05 AC der Straßenbahn Posen

Der LF 05 AC ist ein aus dem Europäischen Fonds für regionale Entwicklung geförderter Prototyp zur Erprobung verschiedener Innovationen. Der Hersteller betont insbesondere die mit Siliciumcarbid-Transistoren arbeitenden Antriebsstromrichter. Außerdem sind die beiden Drehgestelle ungefähr 15 % leichter und die Motoren kleiner ausgeführt. Zur Speicherung von beim Bremsen rekuperierter Energie werden Superkondensatoren verwendet. Die Neuerungen zielen u. a. auf ein möglichst leichtes und energieeffizient sowie leise zu betreibendes Fahrzeug ab. Es handelt sich um ein einteiliges Einrichtungsfahrzeug mit einer Doppeltür zwischen den Drehgestellen und Einzeltüren jeweils zwischen Drehgestell und Wagenende.
Das fertige Fahrzeug wurde im Mai 2021 präsentiert. Der erste Einsatz mit Fahrgästen im Netz der Straßenbahn Posen erfolgte im September 2023.

## Łódź (LF 06 AC)
Der LF 06 AC für die Straßenbahn Łódź ist ein fünfteiliges, meterspuriges Einrichtungsfahrzeug. Die drei Mittelteile folgen dem Konzept der Multigelenkwagen. Im laufwerkslosen Mittelteil ist eine Doppeltür angeordnet. Die beiden Endteile laufen auf jeweils einem Drehgestell und sind auf die Mittelteile aufgesattelt. Zwischen Drehgestell und Gelenk sind jeweils zwei Doppeltüren angeordnet. Über den Drehgestellen liegt der Wagenboden deutlich erhöht und ist durch zwei Stufen vom Niederflurbereich getrennt. Trotz unterschiedlicher Ausdrehbarkeit sind alle Laufwerke gegeneinander austauschbar. Wie beim LF 02 AC und LF 03 AC BD arbeiten die Antriebsstromrichter mit klassischen IGBT und die Hilfsbetriebeumrichter mit Siliciumcarbid-Transistoren. Der Antrieb erfolgt durch acht Fahrmotoren mit einer Leistung von jeweils 50 kW. Die Leermasse beträgt 43 Tonnen.

Die Bestellung der 30 Fahrzeuge erfolgte im Februar 2022, die Auslieferung von Ende 2022 bis Ende 2023.

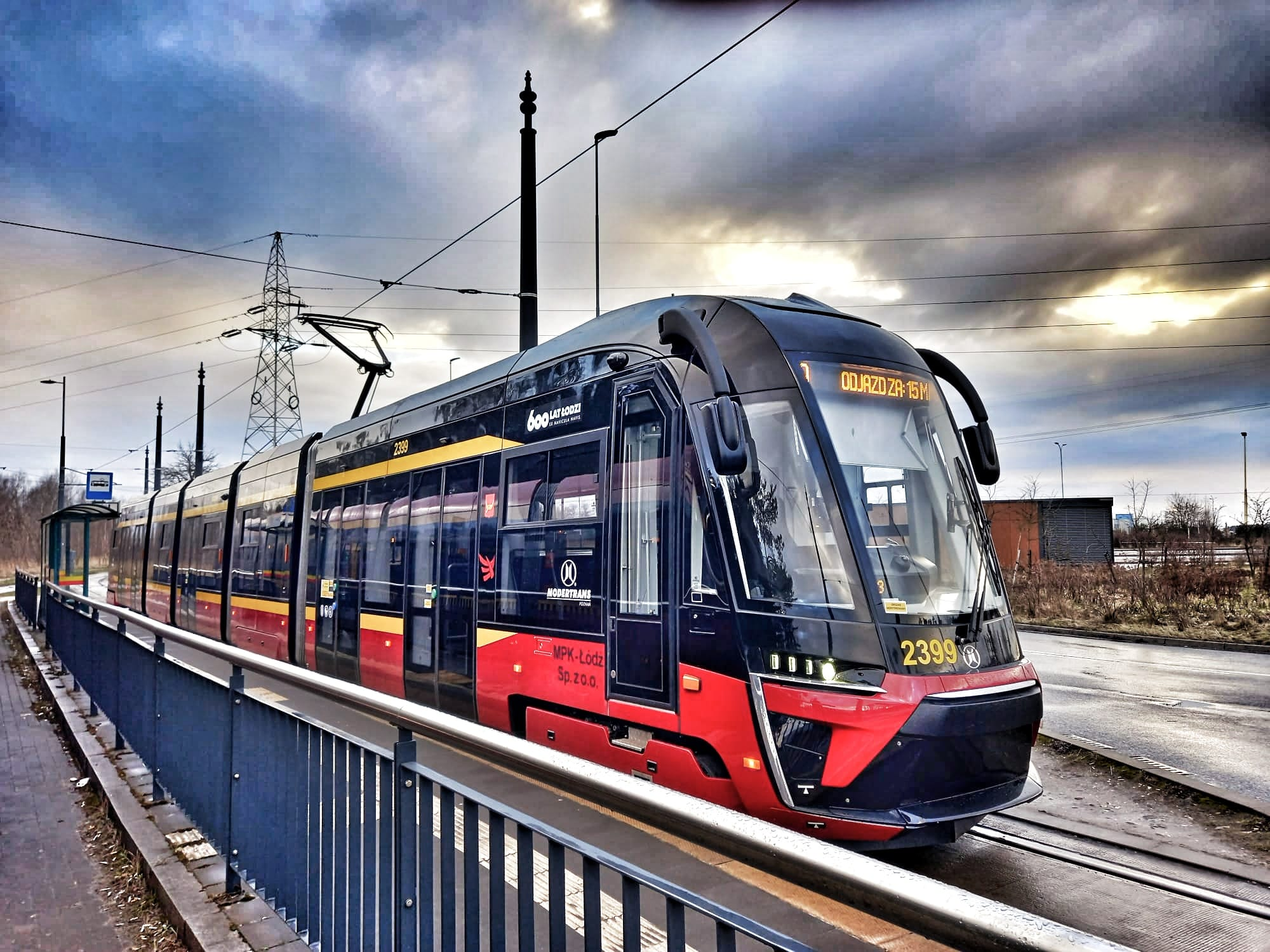
LF 06 AC
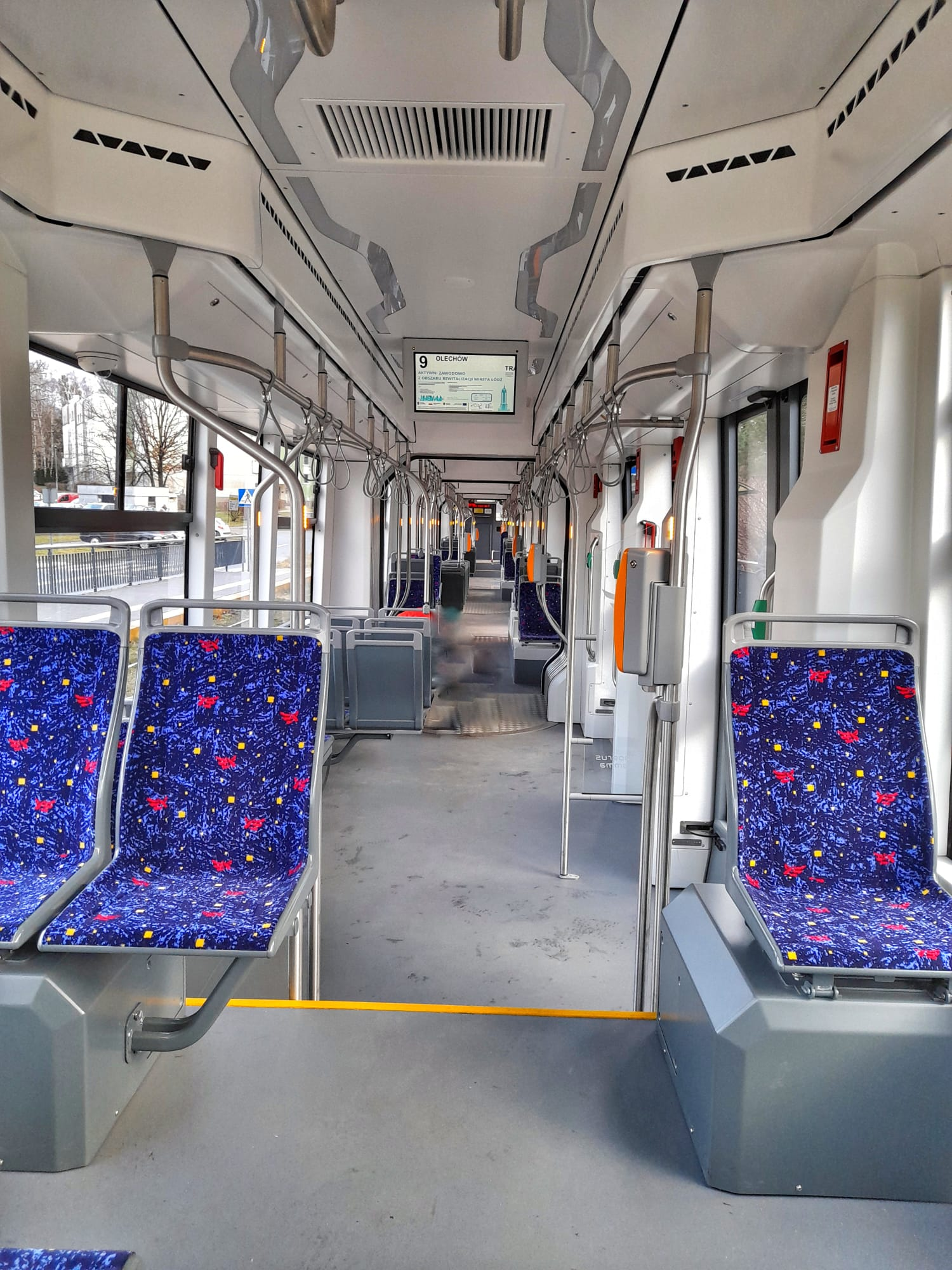
Fahrgastraum

## Breslau (LF 07 AC)

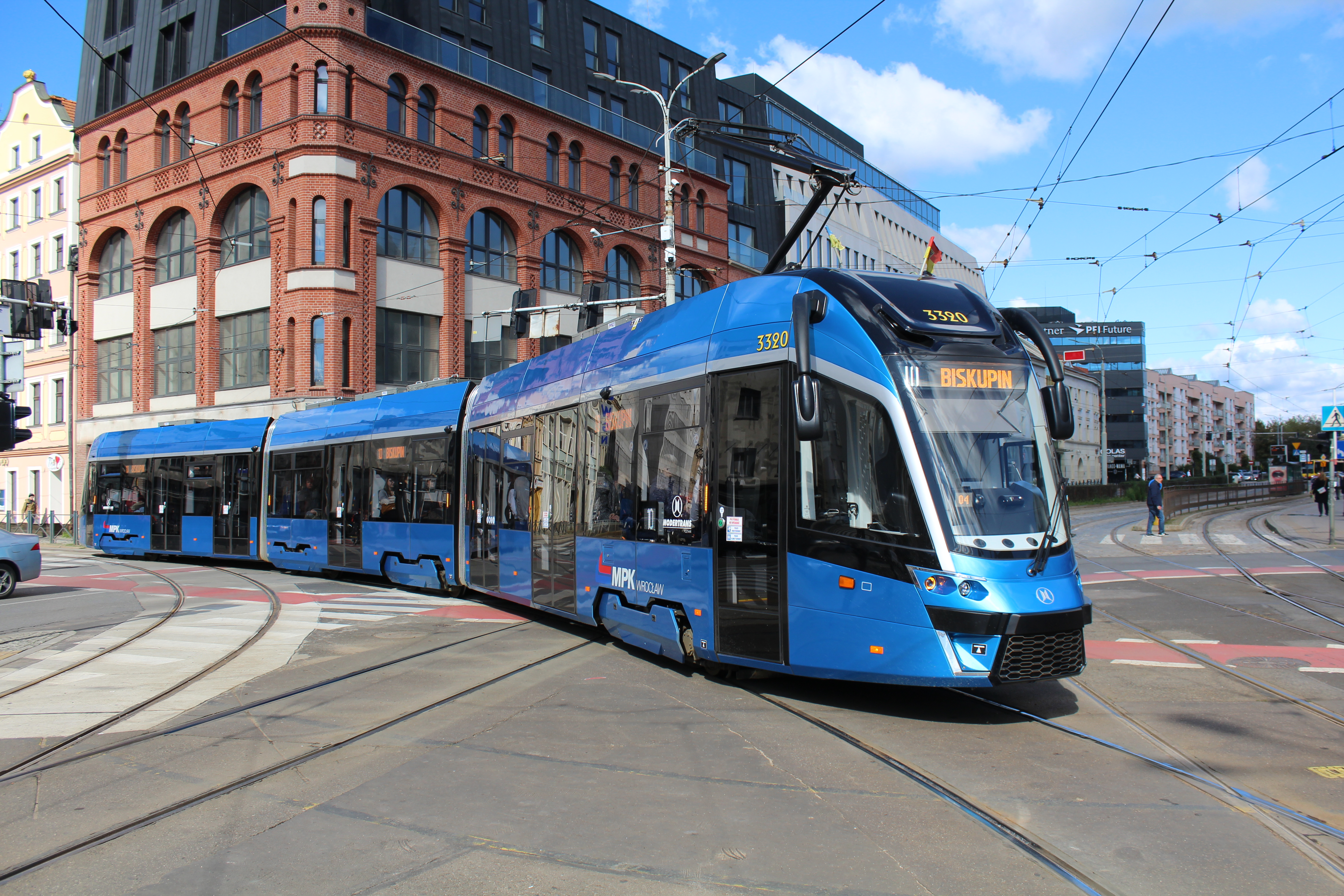
LF 07 AC in Breslau

Der LF 07 AC für die Straßenbahn Breslau entspricht weitgehend dem Posener Typ LF 02 AC, allerdings sind auch in den Antriebsstromrichtern Siliciumcarbid-Transistoren verbaut.
Den Auftrag für zunächst 25 Fahrzeuge mit einer Option für 21 weitere hatte Modertrans im September 2020 erhalten. Die Optionseinlösung erfolgte bereits im Januar 2021 und die Fahrzeuge wurden von Ende 2021 bis Mitte 2024 ausgeliefert.

## Woltersdorf (LF 10 AC BD)

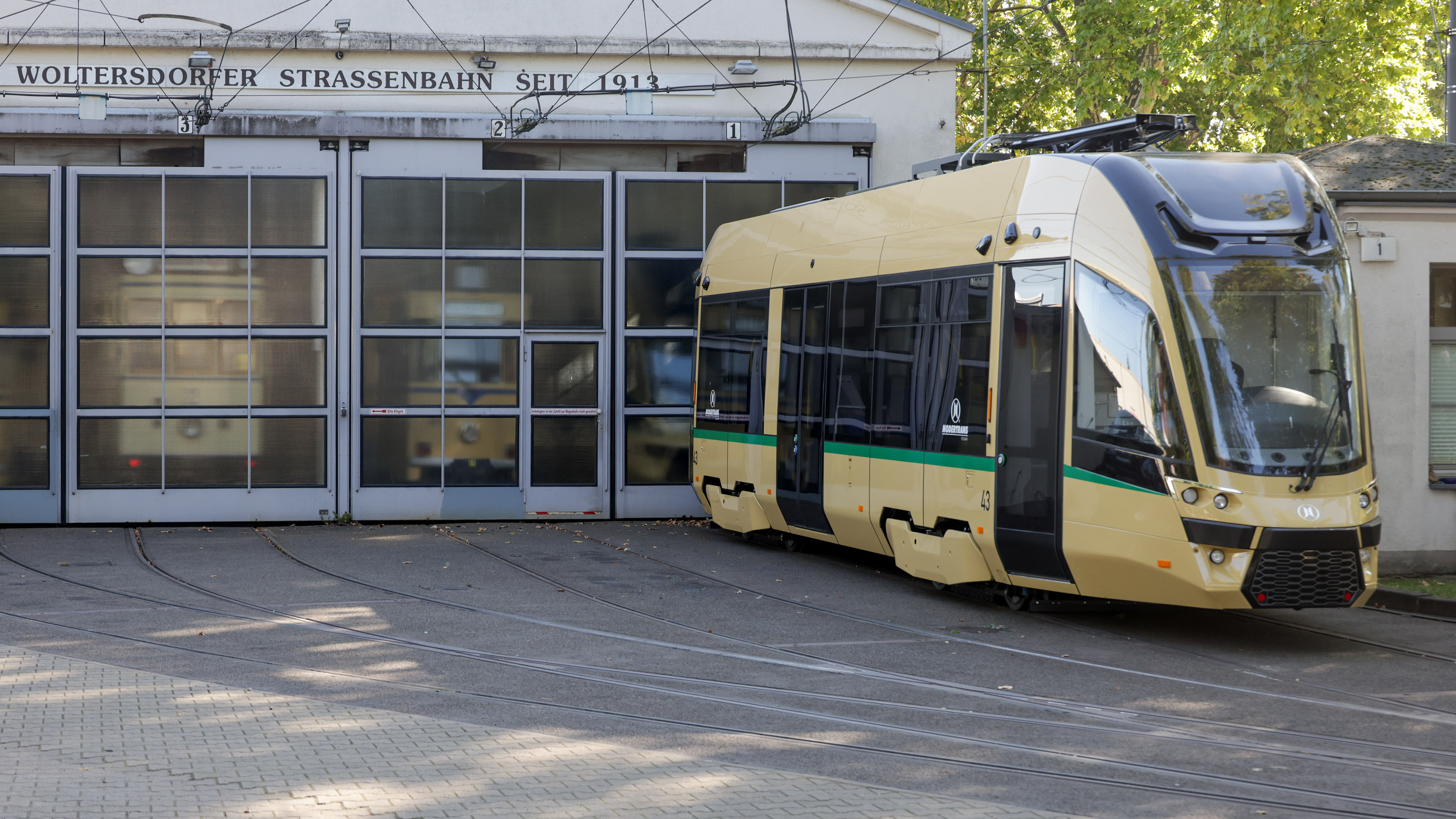
Woltersdorf (LF 10 AC BD) 2024

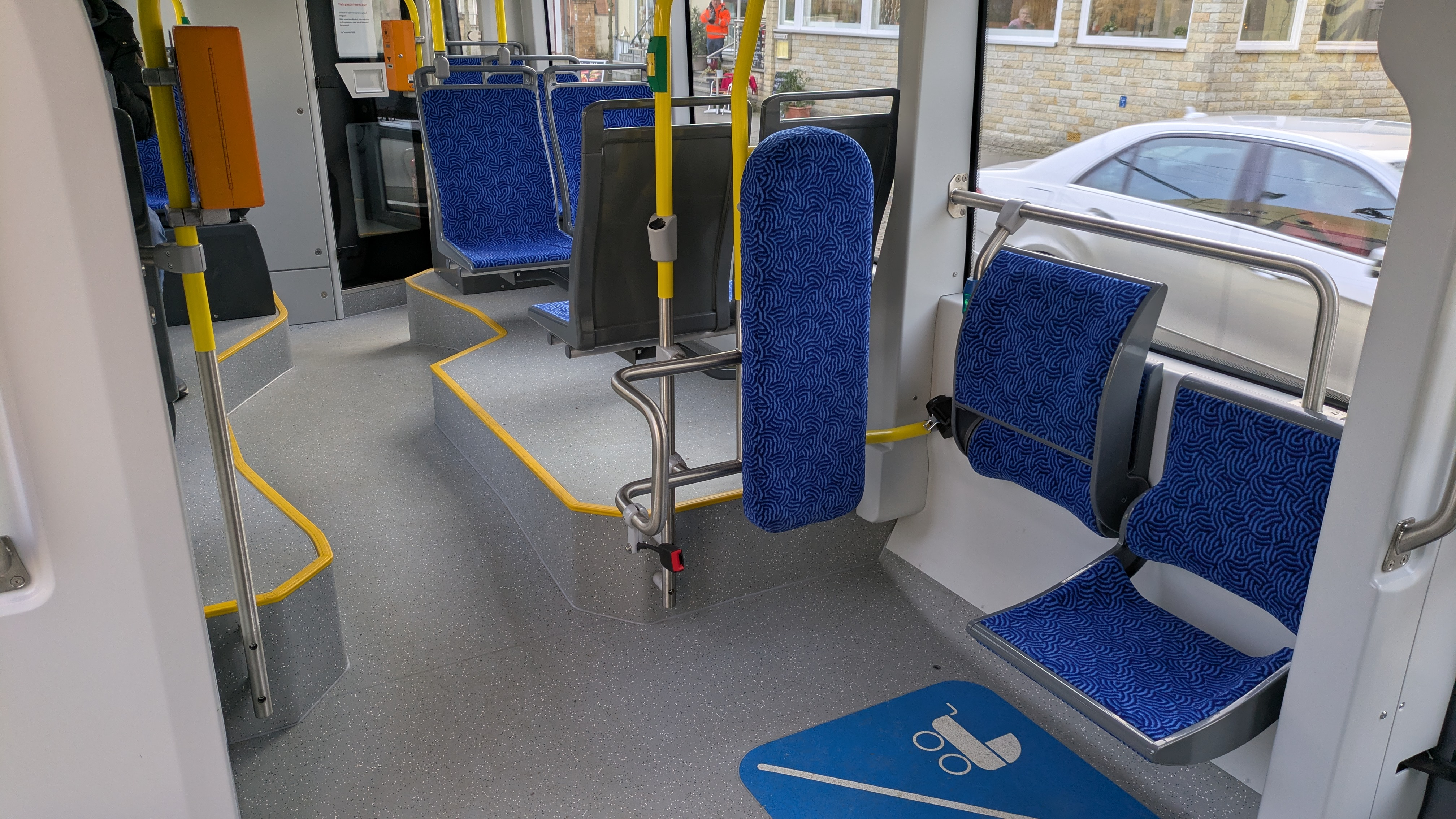
Fahrgastraum eines LF 10 AC BD

Der LF 10 AC BD für die Straßenbahn Woltersdorf ist ein einteiliges Zweirichtungsfahrzeug auf zwei Drehgestellen. Die Fahrzeuge verfügen auf beiden Seiten über eine 1300 mm breite Doppeltür zwischen den Drehgestellen sowie 650 mm breite Einzeltüren jeweils zwischen Drehgestell und Führerstand. Der Antrieb erfolgt durch vier Fahrmotoren mit einer Leistung von jeweils 50 kW. Die Leermasse beträgt 20,5 Tonnen.
Den Auftrag für zunächst drei Fahrzeuge mit einer Option für ein weiteres hatte Modertrans im Februar 2022 erhalten. Im Dezember 2023 wurde im Landkreis Oder-Spree die Finanzierung der Optionseinlösung beschlossen. Die Auslieferung erfolgte von März 2024 bis Januar 2025. Die Inbetriebnahme fand im Januar 2025 statt.

## Stettin
Die Fahrzeuge für die Straßenbahn Stettin sind dreiteilige Zweirichtungsfahrzeuge auf vier angetriebenen Drehgestellen. Die Anordnung der Türen entspricht, ebenso wie die der Drehgestelle, dem Posener LF 03 AC. Für die Form der Front wurde dagegen das Design des zweiten Prototyps LF 05 AC übernommen.
Der Vertrag für zunächst vier und optional acht weitere Fahrzeuge wurde im Dezember 2024 unterschrieben, nachdem Modertrans bei der Ausschreibung der einzige Anbieter war. Bei Vertragsunterzeichnung war die Auslieferung der vier Fahrzeuge der Festbestellung bis Ende Mai 2026 vorgesehen. Im Februar 2025 wurde entschieden, die Option zu nutzen. Die acht zusätzlichen Fahrzeuge sollen ebenfalls 2026 ausgeliefert werden.

## Übersicht
| Typ         | Netz                    | Anzahl | Baujahre                 | Spurweite | Länge       | Breite | Niederfluranteil |
| ----------- | ----------------------- | ------ | ------------------------ | --------- | ----------- | ------ | ---------------- |
| LF 01 AC    |                         | 1      | 2016                     | 1435 mm   | 32 m        | 2,4 m  | 100 %            |
| LF 02 AC    | Straßenbahn Posen       | 30     | 2018–2019                | 1435 mm   | 31,4 m      | 2,4 m  | 100 %            |
| LF 03 AC BD | Straßenbahn Posen       | 20     | 2019                     | 1435 mm   | 31,4 m      | 2,4 m  | 100 %            |
| LF 04 AC BD | Straßenbahn Posen       | 30     | ab 2025                  | 1435 mm   | 30,5–32,5 m |        |                  |
| LF 05 AC    |                         | 1      | 2021                     | 1435 mm   | <15 m       |        | 100 %            |
| LF 06 AC    | Straßenbahn Łódź        | 30     | 2022–2023                | 1000 mm   | 32,4 m      | 2,4 m  | ca. 80 %         |
| LF 07 AC    | Straßenbahn Breslau     | 46     | 2021–2024                | 1435 mm   | ca. 32 m    |        | 100 %            |
| LF 10 AC BD | Straßenbahn Woltersdorf | 4      | 2024–2025                | 1435 mm   | 14,91 m     | 2,4 m  | 100 %            |
|             | Straßenbahn Stettin     | 12     | voraussichtlich bis 2026 | 1435 mm   | 31,97 m     | 2,4 m  | 100 %            |